# Oxytropis vasskovskyi
Oxytropis vasskovskyi är en ärtväxtart som beskrevs av Boris Alexandrovich Jurtzev. Oxytropis vasskovskyi ingår i släktet klovedlar, och familjen ärtväxter. Inga underarter finns listade i Catalogue of Life.